# Étrolizumab
L'étrolizumab est un anticorps monoclonal se fixant sur les sous-unités β7 des isomères α4β7 et αEβ7 de l'intégrine. Il est en cours de test dans la maladie de Crohn[Quand ?].
L'inhibition de l'intégrine α4β7 empêcherait l'adhésion des lymphocytes T aux cellules épithéliales.
L'étrolizumab, en injection sous-cutanée, permet d'obtenir un certain nombre de rémissions dans des formes résistantes de la maladie de Crohn.